# Salda muelleri
Salda muelleri är en insektsart som först beskrevs av Gmelin 1790.  Salda muelleri ingår i släktet Salda, och familjen strandskinnbaggar. Enligt den finländska rödlistan är arten sårbar i Finland. Arten är reproducerande i Sverige. Artens livsmiljö är strandängar vid Östersjön.